# Gębałka
Gębałka (deutsch Gembalken) ist ein Ort in der polnischen Woiwodschaft Ermland-Masuren. Er gehört zur Landgemeinde Pozezdrze (Possessern, 1938–1945 Großgarten) im Powiat Węgorzewski (Kreis Angerburg).

## Geographische Lage
Gębałka liegt im Nordosten der Woiwodschaft Ermland-Masuren, zwölf Kilometer östlich der Kreisstadt Węgorzewo (Angerburg).

## Geschichte
Die Gründung des seinerzeit Schikorra genannten kleinen Dorfes geht auf das Jahr 1562 zurück. Um 1785 Gembalofken bzw. nach 1785 Gembalcken genannt (auch hier geht der Ortsname wie bei Schikorra auf Namen von Siedlern zurück), wurde das Dorf 1874 in den Amtsbezirk Przerwanken eingegliedert, der – etwa 1907 in Amtsbezirk Wiesental umbenannt – bis 1945 bestand und zum Kreis Angerburg im Regierungsbezirk Gumbinnen der preußischen Provinz Ostpreußen gehörte.
Im Jahr 1910 waren in Gembalken 158 Einwohner registriert. Ihre Zahl stieg bis 1925 auf 171, betrug 1933 noch 152 und belief sich schließlich 1939 auf nur noch 139.
In Kriegsfolge kam das Dorf 1945 mit dem südlichen Ostpreußen zu Polen und erhielt die polnische Namensform Gębałka. Heute ist der Ort ein Schulzenamt (polnisch sołectwo) im Verbund der Landgemeinde Pozezdrze (Possessern, 1938–1945 Großgarten) im Powiat Węgorzewski (Kreis Angerburg), bis 1998 der Woiwodschaft Suwałki, seitdem der Woiwodschaft Ermland-Masuren zugehörig.

## Religionen
Die Bevölkerung von Gembalken war vor 1945 mehrheitlich evangelischer Konfession und in das Kirchspiel der Kirche Kutten in der Kirchenprovinz Ostpreußen der Evangelischen Kirche der Altpreußischen Union eingegliedert. Die Katholiken waren in die Kirche Zum Guten Hirten Angerburg im Bistum Ermland eingepfarrt.
Heute gehört Gębałka einerseits zur katholischen Pfarrei in Kuty im Bistum Ełk (Lyck) der Römisch-katholischen Kirche in Polen, andrerseits zur evangelischen Kirchengemeinde in Węgorzewo (Angerburg), einer Filialgemeinde der Pfarrei in Giżycko (Lötzen) in der Diözese Masuren der Evangelisch-Augsburgischen Kirche in Polen.

## Schule
Eine Schule wurde in Gembalken nach 1860 gegründet. Sie wurde einklassig geführt. Zu Anfang wurde sie von Lehrer Czybulla, am Ende 1945 von Lehrer Bacher geleitet.